# Gościnny Dwór w Warszawie

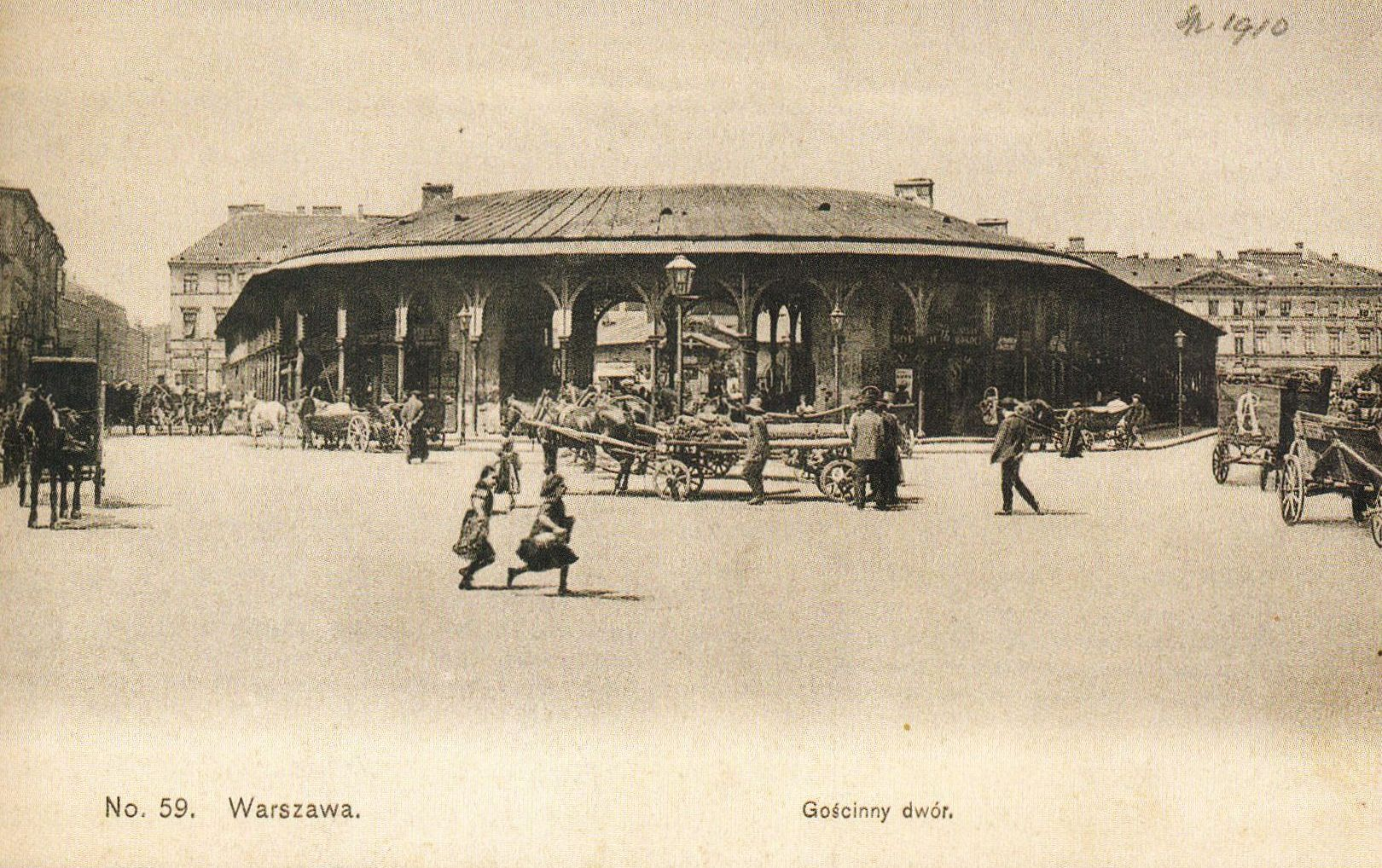
Gościnny Dwór ok. 1908

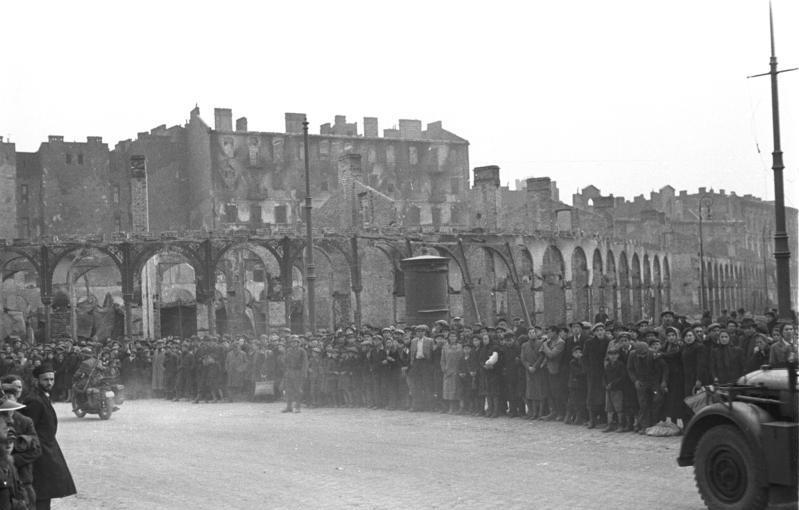
Gościnny Dwór w 1939 po wkroczeniu Niemców do Warszawy

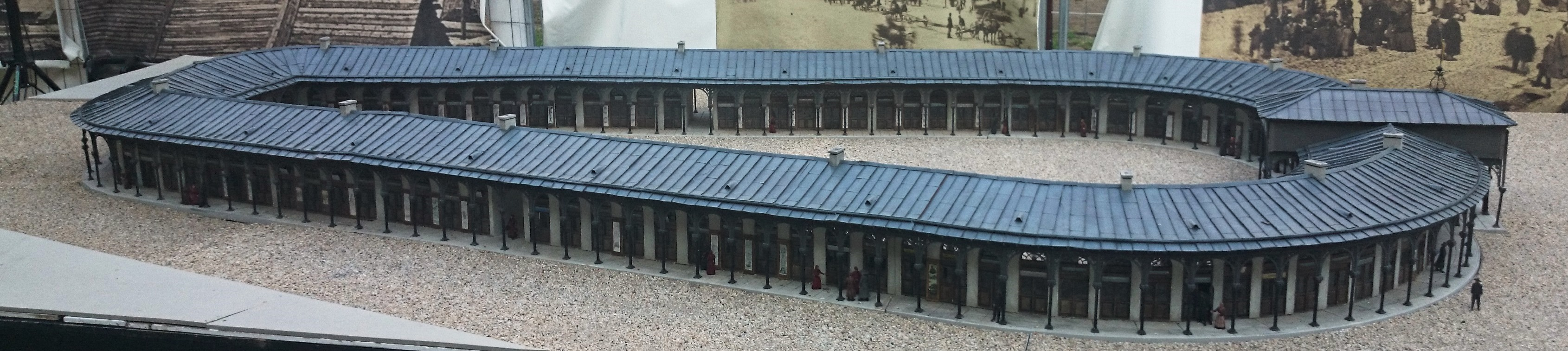
Model Gościnnego Dworu, według stanu z lat 1890–1900. Wystawa Parku Miniatur Województwa Mazowieckiego

Gościnny Dwór – obiekt handlowy projektu Jana Jakuba Gaya i Alfonsa Kropiwnickiego, istniejący w Warszawie w latach 1841–1939 przy placu Żelaznej Bramy.
Pochodząca z języka rosyjskiego nazwa nawiązywała do podobnych obiektów istniejących w wielu miastach rosyjskiego imperium, noszących standardową nazwę Гостинный дворъ (w przedrewolucyjnym języku rosyjskim).

## Historia
W 1841, dla uporządkowania handlu na terenie jurydyki Wielopole, wybudowano na placu Żelaznej Bramy duży budynek handlowy, zwany Gościnnym Dworem. Miał on kształt trójkąta równoramiennego o mocno zaokrąglonych narożnikach. Konstrukcja była murowana, otoczona żeliwnymi podcieniami i arkadami na słupach. Jego całkowity obwód wynosił ok. 280 metrów. Nad głównym wejściem widniał szyld „Gościnny Dwór” w języku polskim i rosyjskim. Budynek mieścił 168 niewielkich lokali sklepowych i tyleż straganów.
Podczas obrony Warszawy we wrześniu 1939 budynek uległ znacznemu zniszczeniu wskutek bombardowań dokonanych przez nacierające wojska niemieckie.
Nie został odbudowany, a jego metalowe elementy zostały przez Niemców zarekwirowane na złom.